# Гильдебрандт, Иоганн Мария
Иоганн Мария Гильдебрандт (нем. Johann Maria Hildebrandt; 19 марта 1847, Дюссельдорф — 29 мая 1881, Антананариву) — немецкий ботаник и исследователь природы Африки и Мадагаскара.

## Биография
Гильдебрандт был сыном Теодора Гильдебрандта. Изначально он посвятил себя машиностроению. Но так как вследствие взрыва он потерял правый глаз, он направил свой интерес к садоводству. Он работал в Ботаническом саду Галле (нем. Botanischer Garten Halle), а также в Ботаническом саду Берлина.
В 1872 году он отправился в Африку, объехал Египет и в составе экспедиции Вернера Мунцингера Абиссинию, в дальнейшем арабские страны и в двух экспедициях Сомали.
Вернувшись из путешествия в восточную Индию, он исследовал Занзибар и противоположное побережье, а также предпринял третью экспедицию в Сомали.
В 1874 году он вернулся в Европу, однако, уже в следующем году вновь отправился в Африку, чтобы исследовать Коморские острова.
Попытка в 1875 году достичь вершины Килиманджаро и Кении потерпела неудачу. И всё-таки он приблизился в 1877 году к Кении вплоть до трёх суточных переходов.
С богатым научным материалом, но очень ослабленный и с температурой, Гильдебрандт вернулся домой в ноябре 1877 года и жил до 1879 года в Берлине.
Затем он отправился на Мадагаскар. В первой экспедиции он собрал уверенные сообщения о конце Кристиана Рутенберга (Christian Rutenbergs). На Мадагаскаре в 1878 году он обнаружил неизвестный вид пальм, пальму Бисмарка (Bismarckia nobilis), которую он назвал в честь основателя рейха Отто фон Бисмарка. В 1880 году, повторно оправившись от болезни, он приступил к поездке во внутреннюю часть острова.
Оттуда он посетил расположенные на востоке лесные горы, затем предпринял экспедицию в горный массив Анкаратра и повернул, прогоняемый оттуда сильным дождем, на юг острова. Едва вернувшись в Антананариву, он умер там 29 мая 1881 года.
Он опубликовал свои сообщения в журнале географического общества «Zeitschrift der Gesellschaft für Erdkunde».

## Виды, названные в честь Иоганна Гильдебрандта
- Aepyornis hildebrandti
- Camponotus hildebrandti
- Lamprotornis hildebrandti — Спрео Гильдебрандта
- Moringa hildebrandtii — Моринга Хильдебрандта
- Mormyrus hildebrandti — Мормир Гильдебрандта
- Nephila senegalensis hildebrandti
- Rhinolophus hildebrandti — Подковонос Гильдебрандта